# Cimicicapsus
Cimicicapsus is een geslacht van wantsen uit de familie van de Miridae (Blindwantsen). Het geslacht werd voor het eerst wetenschappelijk beschreven door Karl Alfred Poppius in 1915.

## Soorten
Het genus bevat de volgende soorten:

- Cimicicapsus brunneus Poppius, 1915
- Cimicicapsus flavimaculatus J.Y. Xu & G.Q. Liu, 2009
- Cimicicapsus flavimaculus Xu & Liu, 2009
- Cimicicapsus koreanus (Linnavuori, 1963)
- Cimicicapsus miyakei Nakatani, 2001
- Cimicicapsus montanus (Hsiao, 1941)
- Cimicicapsus parviceps Poppius, 1915
- Cimicicapsus pseudokoreanus J.Y. Xu & G.Q. Liu, 2009
- Cimicicapsus rubidus J.Y. Xu & G.Q. Liu, 2009
- Cimicicapsus splendus J.Y. Xu & G.Q. Liu, 2009
- Cimicicapsus squamus J.Y. Xu & G.Q. Liu, 2009
- Cimicicapsus villosus J.Y. Xu & G.Q. Liu, 2009